# Терифлуномид
Терифлуномид — иммуносупрессивный препарат, предназначенный для лечения рассеянного склероза.

## Механизм действия
Терифлуномид приостанавливает процессы деления некоторых клеток иммунной системы. Терифлуномид, вероятно, снижает число циркулирующих В-клеток и Т-клеток — двух типов белых кровяных телец, вовлеченных в патологические процессы, связанные с РС. Кроме того, вероятно, терифлуномид обладает иммуномодулирующим и противовоспалительным действием.
Механизм действия терифлуномида тесно связан с лефлуномидом — препаратом, который применяется в лечении ревматоидного артрита — ещё одного заболевания аутоиммунной природы. Терифлуномид является активным метаболитом лефлуномида.

## Режим введения
Терифлуномид принимается перорально в виде таблеток, ежедневно, в дозе 7 или 14 мг/сут.

## Результаты проведенных исследований
Во II фазе клинических исследований с участием 179 человек, в течение 36 недель, изучалась эффективность приема препарата в двух различных дозировках по сравнению с плацебо у пациентов с рецидивирующе- ремиттирующим РС или с вторично-прогрессирующим РС с рецидивами. Прием обеих доз терифлуномида был связан со снижением числа активных МРТ-поражений. В группе пациентов, получавших более высокую дозу препарата нарастание инвалидизации было значительно меньше, чем в группе получавшей плацебо.

## Побочные явления
По данным клинических исследований лечение терифлуномидом переносится хорошо. Тяжелых побочных эффектов зарегистрировано не было. Наиболее частыми побочными эффектами были головные боли, тошнота, диарея и истончение волос.